# Најбољи стрелац Евролиге у кошарци
Најбољи стрелац Евролиге (енгл. Euroleague Top Scorer) или Трофеј Алфонсо Форд (енгл. Alphonso Ford Trophy) годишња је награда коју Евролига у кошарци додељује играчу са најбољим поентерским учинком током читаве сезоне овог такмичења, изузев фајнал фора. Награда се додељује почев од сезоне 2004/05. и носи име Алфонса Форда — кошаркаша који је преминуо 2004. године, а био је најбољи стрелац Евролиге у сезонама 2000/01. и 2001/02.
Једини троструки добитник ове награде је Игор Ракочевић. Будући да се рачуна само период пре фајнал фора, могуће је да добитника награде током завршнице по учинку престигне неки други играч. То се и догодило у сезони 2006/07. када је званично награда припала Игору Ракочевићу, док је најбољи стрелац целокупног такмичења заправо био Хуан Карлос Наваро.

## Досадашњи добитници
| Сезона   | Играч                  | Клуб                      | Поена по мечу          | Изв.  |
| -------- | ---------------------- | ------------------------- | ---------------------- | ----- |
| 2004/05. | Чарлс Смит             | Викторија либертас Пезаро | 20,6                   |       |
| 2005/06. | Дру Николас            | Тревизо                   | 18,4                   |       |
| 2006/07. | Игор Ракочевић         | Саски Басконија           | 16,2                   |       |
| 2007/08. | Марк Салијерс          | Шорал Роан                | 21,8                   |       |
| 2008/09. | Игор Ракочевић (2)     | Саски Басконија (2)       | 18,0                   |       |
| 2009/10. | Линас Клејза           | Олимпијакос               | 17,1                   |       |
| 2010/11. | Игор Ракочевић (3)     | Ефес Пилсен               | 17,2                   |       |
| 2011/12. | Бо Макејлеб            | Монтепаски Сијена         | 16,9                   |       |
| 2012/13. | Боби Браун             | Монтепаски Сијена (2)     | 18,8                   |       |
| 2013/14. | Кит Лангфорд           | Олимпија Милано           | 17,6                   |       |
| 2014/15. | Тејлор Рочести         | Нижњи Новгород            | 18,9                   |       |
| 2015/16. | Нандо де Коло          | ЦСКА Москва               | 18,9                   |       |
| 2016/17. | Кит Лангфорд (2)       | УНИКС Казањ               | 21,8                   |       |
| 2017/18. | Алексеј Швед           | Химки                     | 21,8                   |       |
| 2018/19. | Мајк Џејмс             | Олимпија Милано (2)       | 20,2                   |       |
| 2019/20. | Награда није додељена. | Награда није додељена.    | Награда није додељена. | [ 1 ] |
| 2020/21. | Алексеј Швед (2)       | Химки (2)                 | 19,8                   | [ 2 ] |
| 2021/22. | Василије Мицић         | Анадолу Ефес (2)          | 18,2                   | [ 3 ] |
| 2022/23. | Александар Везенков    | Олимпијакос (2)           | 17,2                   | [ 4 ] |
| 2023/24. | Маркус Хауард          | Саски Басконија (3)       | 19,5                   | [ 5 ] |
| 2024/25. | Кендрик Нан            | Панатинаикос              | 21,1                   | [ 6 ] |

## Успешност

### По добитницима
| Поз. | Играч               | Број награда |
| ---- | ------------------- | ------------ |
| 1.   | Игор Ракочевић      | 3            |
| 2.   | Кит Лангфорд        | 2            |
| 2.   | Алексеј Швед        | 2            |
| 4.   | Боби Браун          | 1            |
| 4.   | Александар Везенков | 1            |
| 4.   | Нандо де Коло       | 1            |
| 4.   | Линас Клејза        | 1            |
| 4.   | Бо Макејлеб         | 1            |
| 4.   | Василије Мицић      | 1            |
| 4.   | Кендрик Нан         | 1            |
| 4.   | Дру Николас         | 1            |
| 4.   | Тејлор Рочести      | 1            |
| 4.   | Марк Салијерс       | 1            |
| 4.   | Чарлс Смит          | 1            |
| 4.   | Маркус Хауард       | 1            |
| 4.   | Мајк Џејмс          | 1            |

### По клубовима добитника
| Поз. | Клуб                      | Број награда |
| ---- | ------------------------- | ------------ |
| 1.   | Саски Басконија           | 3            |
| 2.   | Анадолу Ефес              | 2            |
| 2.   | Монтепаски Сијена         | 2            |
| 2.   | Олимпија Милано           | 2            |
| 2.   | Олимпијакос               | 2            |
| 2.   | Химки                     | 2            |
| 7.   | Викторија либертас Пезаро | 1            |
| 7.   | Нижњи Новгород            | 1            |
| 7.   | Панатинаикос              | 1            |
| 7.   | Тревизо                   | 1            |
| 7.   | УНИКС Казањ               | 1            |
| 7.   | ЦСКА Москва               | 1            |
| 7.   | Шорал Роан                | 1            |

## Најбољи стрелци Евролиге у периоду 1991—2004.
У периоду до сезоне 2004/05. најбољи стрелци су само статистички бележени и именовани, али им се није додељивао никакав посебан трофеј.
| Сезона       | Играч              | Клуб             | Поена по мечу |
| ------------ | ------------------ | ---------------- | ------------- |
| 1991/92.     | Никос Галис        | Арис             | 32,3          |
| 1992/93.     | Здравко Радуловић  | Цибона           | 23,9          |
| 1993/94.     | Никос Галис (2)    | Панатинаикос     | 23,8          |
| 1994/95.     | Предраг Даниловић  | Виртус Болоња    | 22,1          |
| 1995/96.     | Џо Арлаукас        | Реал Мадрид      | 26,4          |
| 1996/97.     | Карлтон Мајерс     | Фортитудо Болоња | 22,9          |
| 1997/98.     | Предраг Стојаковић | ПАОК             | 20,9          |
| 1998/99.     | Ибрахим Кутлај     | Фенербахче       | 21,4          |
| 1999/00.     | Миљан Гољовић      | Златорог         | 20,2          |
| 2000/01. (Ф) | Мирослав Берић     | Партизан         | 23,3          |
| 2000/01. (У) | Алфонсо Форд       | Перистери        | 26,0          |
| 2001/02.     | Алфонсо Форд (2)   | Олимпијакос      | 24,8          |
| 2002/03.     | Милош Вујанић      | Партизан (2)     | 25,8          |
| 2003/04.     | Лин Грир           | Шлонск Вроцлав   | 25,1          |